# 椎名歩美
椎名 歩美（しいな あゆみ、1990年12月1日 - ）は、日本のタレント、グラビアアイドルである。
茨城県出身。サンミュージックプロダクション所属。（2022年で退所している。）グラビアアイドルユニットG☆Girls元リーダー。

## 略歴
2010年、『ミスFLASH2011』セミファイナリストに選ばれるも、ファイナリスト進出はならず。その後2011年7月、ミスFLASHエントリー者を中心とするユニット『G☆Girls』第1期結成に参加する。グループ内での担当カラーは緑。
2013年3月12日、G☆Girls第3期活動開始に当たりリーダーに就任したが、2014年12月30日のワンマンライブⅣ「REVOLUTION」（於:渋谷WWW）をもって卒業。以後はソロでタレント・女優業に専念している。

## 人物
- 趣味 - カラオケ、買い物、ドライブ
- 特技 - 料理、テニス
- 弟が1人いる[4]。
- 「幸太」という犬を飼っている[動画 1]。
- 『髭男爵の髭ジョッキー』2012年10月放送分でダイエット宣言を行い[5]、翌2013年3月の同番組でズラサンとダイエット勝負をした結果、7キロ減量して勝利した[6]。

## 出演

### テレビ番組
- ヒロシ釣り紀行 - ゲスト出演
- 今夜もドル箱
- ストロベリーナイト（2012年1月- 3月、フジテレビ）
- JUMPキッズ!なわとびすと選手権 アシスタントMC（2012年 4月- 、JCN埼玉）
- 大阪ほんわかテレビ（2015年5月8日 - 、読売テレビ） - リポーター
- チバテレビ カラオケ大賞21（2016年1月 - 2018年12月 、千葉テレビ放送） - アシスタント
- 検事・悪玉1（2016年） ‐ 新井彩香 役
- 良好生活研究所（不明 - 現在、テレビ朝日） - MC(麻倉みな、砂岡春奈、加治マヤの3名と週替わりで出演)
- 東北魂TV （2016年12月18日、BSフジ）「部長島川耕平妻子あり」

### ラジオ
- 土曜日レディ〜Lady Saturday Go（2012年 4月- 、NHK-FM）

### WEB番組
- SUNSTAR TONIC スッキリ！JAPAN (2011年6月14日、7月17日、Ustream Live - サポーター
- サンミュージックの「ニコジョッキー」レギュラー出演中
- 髭ジョッキー（ニコジョッキー）金曜日、月1

## 作品
- G☆Girls「魔法をかけてLove Me Do」（2011年9月14日発売/South to North Records）
- １stDVD 「Are you☆Miracle!」(2011年11月29日発売)

### 動画
1. 1 2  【感謝】質問コーナー【豆柴】【柴犬】【子犬】【独身女性】【椎名歩美】【豆柴暮らし】 - YouTube（2020年7月9日）2020年9月1日閲覧。